# Đuống
Đuống thực chất là một cái cối giã gạo của người Mường. Người ta gọi nó là nhạc cụ vì nó có thể phát ra vài âm và phục vụ được cho nhu cầu giải trí.
Đuống là một cái cối hình thuyền độc mộc dài khoảng 2m, lòng cối bên trong dài 160 cm, ngang 40 cm và sâu 30 cm. Để sử dụng nhạc cụ này người ta dùng một cái chày dài khoảng 120 cm, đường kính khoảng 10 cm để làm vật kích âm.
Ngày xưa người Mường giã gạo trong cối đó. Việc này tạo ra âm thanh trầm đục, đơn điệu. Để giúp không khí lao động vui tươi hơn, ngoài việc giã gạo bình thường họ còn đánh chày vào thân cối để tạo âm thanh vang và khô. Khi nhấc những chiếc chày ra khỏi lòng cối họ cố tình để chúng chạm nhau phát ra âm thanh đanh gọn.
Với ba cách kích âm trên, người ta tạo ra nhiều nhịp điệu để giã gạo với tốc độ nhanh dần khiến âm thanh tuôn ra khá vui và ồn.
Trong những đêm trăng sáng, dù không có nhu cầu giã gạo trai gái vẫn đổ trẩu vào lòng cối để giã giải trí. Mỗi bên thành cối là một đôi nam nữ thi nhau giã.
Đuống là tên gọi theo tiếng Mường, người Thái vùng Sơn La và Phù Yên cũng có cách giải trí như thế, gọi là kueng loóng.